# Dudley DeGroot
Dudley DeGroot   (Chicago, 10 de novembre de 1899 - El Cajon, 5 de maig de 1970) va ser un jugador de rugbi a 15 i entrenador de futbol americà estatunidenc.

## Primers anys i carrera de jugador
DeGroot va estudiar al Sequoia High School de Redwood City, Califòrnia. A la Universitat Stanford va practicar el bàsquet, futbol, natació i waterpolo. El 1922 fou capità de l'equip de futbol Stanford Cardinal. El 1923 i 1924 fou campió d'esquena de l'IC4A.
El 1924 va ser seleccionat per jugar amb la selecció dels Estats Units de rugbi a 15 que va prendre part en els Jocs Olímpics d'Estiu de París, on guanyà la medalla d'or. El diari The Call publicà una crònica diària durant 23 dies de DeGroot sobre les activitats d'aquest equip olímpic de rugbi el juliol de 1924.

## Carrera d'entrenador
El 1928 va ser contractat com a director físic al Menlo Junior College, a Atherton, Califòrnia, on ser entrenador de futbol i bàsquet durant quatre temporades. El 1932 va deixar Menlo per convertir-se en entrenador de futbol americà al San Jose State Teachers College. També fou entrenador dels Washington Redskins de la National Football League (NFL) des de 1944 i 1945, del Santa Barbara State College, ara la Universitat de Califòrnia, Santa Bàrbara , de 1926 a 1927, Universitat Estatal de San Jose (1932 a 1939), Universitat de Rochester (1940-1943), Universitat de Virgínia Occidental (1948-1949) i la Universitat de Nou Mèxic (1950-1952).